# Nodobolivinella
Nodobolivinella es un género de foraminífero bentónico de la familia Bolivinellidae, de la superfamilia Loxostomatoidea, del suborden Buliminina y del orden Buliminida. Su especie tipo es Nodobolivinella nodosa. Su rango cronoestratigráfico abarca desde el Eoceno superior hasta el Oligoceno superior.

## Discusión
Clasificaciones previas incluían Nodobolivinella en el suborden Rotaliina del orden Rotaliida. Clasificaciones más modernas lo incluyen en la superfamilia Cassidulinoidea.

## Clasificación
Nodobolivinella incluye a las siguientes especies:
- Nodobolivinella compressa †
- Nodobolivinella glenysae †
- Nodobolivinella jhingrani †
- Nodobolivinella nodosa †
- Nodobolivinella palmerae †
- Nodobolivinella subpectinata †
- Nodobolivinella vicksburgensis †
- Nodobolivinella victoria †